# أمازون غيمز
أمازون غيمز (بالإنجليزية: Amazon Games)‏ هي شركة ألعاب فيديو أمريكية تابعة لشركة أمازون، تأسست في 2012.